# Riek Machar
Riek Machar Teny (Leer, 1953) és un polític sudanès de l'ètnia nuer i el 26è dels fills del cap local d'Ayod i Leer; de religió presbiteriana. Va estudiar a la universitat de Khartum i el 1984 va rebre un doctorat a la universitat de Bedford (Anglaterra), on la seva família vivia.

## Biografia
El 1983 es va unir a l'Exèrcit d'Alliberament del Poble Sudanès de John Garang i fou comandant de la part occidental del Gran Nil Superior. Es va destacar en l'atac a Melut el 1989. En aquest any va visitar Europa; el 1990 va establir el seu quarter a Leer i fou nomenat comandant de la zona fronterera amb Etiòpia a Renk i a Ayod/Waar (a la part sud) residint a Ketbek a 5 km de Nasir, tenint com a subordinat al comandant local Gordon Kong Chol. El juny de 1991 es va casar amb la cooperant britànica Emma McCune (que va morir en accident d'avió a Nairobi el 1993).
El 28 d'agost de 1991, junt amb Kong i Lam Akol, va intentar deposar Garang en un virtual cop d'estat a Nasir però va fracassar. Va formar llavors la facció Nasir de l'Exèrcit d'Alliberament del Poble Sudanès, mentre la facció del seu rival Garang era anomenada SPLA-Torit (per tenir la seva base a Torit), a les que l'estiu del 1992 es va sumar una tercera facció, el SPLA de William Nyon Bany i Josep Oduhu. El març de 1993, Kerubino Kwanyin Bol i Arok Thon Arok que havien estat empresonats per Garang i el 1991 havien fugit a Uganda, van retornar i van formar les seves pròpies faccions (SPLA-Bor, de Arok Thon Arok, i SPLA-Bahr al-Ghazal, de Kerubino Kwanyn Bol).
Totes les faccions excepte la de Garang es van unir (Declaració de Kongor) i van formar la facció SPLA-Unity però Riek Machar i Lam Akol es van separar poc després i Machar va formar el Southern Sudan Independence Movement, SSIM (amb la branca armada Exèrcit d'Independència del Sud del Sudan) i Lam Akol va formar la facció SPLA-United (de base shilluk), a la que es va incorporar formalment el 1994, després d'haver-se mantingut un temps al SSIM, on Machar exercia un fort control sobre les dues organitzacions que no era acceptat per Akol.
El 1993 el SPLA de Garang va anunciar un alto el foc, que no fou seguit per Machar ni per la facció anomenada "Unity Forces" de William Nyon Bany. Després de la mort d'Oduhu en un atac del SPLA de Garang, Nyon Bany va entrar al SSIM, Kerubino va mantenir la seva pròpia facció i Thon Arok es va unir aviat amb Lam Akol.
El 1995 va iniciar un acostament a Garang però tot contacte es va trencar el 10 d'abril de 1996 quan va signar la Carta Política amb el govern sudanès, que va portar a l'acord de pau de Khartum del 21 d'abril de 1997. En virtut d'aquest acord fou nomenat president del Consell de Coordinació Transitori Autònom, embrió de l'autonomia del Sud del Sudan, i vicepresident del Sudan. Va organitzar llavors el United Democratic Salvation Front, i les South Sudan Defence Forces (després South Sudan Democratic Forces) que van incloure altres grups.
El 2001 va trencar amb el govern; va canviar el nom del seu moviment (SSIM) com a Sudan Peoples Democratic Front (amb la branca militar Sudan peoples Defence Forces) i va arrossegar alguna facció del United Democratic Salvation Front, UDSF/South Sudan Defence Forces, que va continuar amb la resta de faccions. Machar i Garang (Sudan Peoples Liberation Movement/Sudan Peoples Liberation Army) es van unir el 6 de gener del 2002 sota pressió exterior (per presenter un front comú) i es va acordar que les dos organitzacions funcionarien sota el nom de SPLM/SPDF (Sudan Peoples Liberation Movement/South Sudan Defence Forces).
El 20 de juliol del 2002 es va signar el Protocol de Machakos amb el govern que va obrir el camí de la pau en reconèixer el dret d'autodeterminació. L'acord va provocar la defecció dels comandantes d'ètnia Nuer, Tito Biel Chor i Marko Liah, oposats per considerat que beneficiava als dinka que van recuperar el nom de SSIM. El protocol va anar seguit de diversos acords complementaris, el darrer dels quals el 31 de desembre del 2004, quan es va arribar a un acord general de pau signat formalment en una cerímonia el 9 de gener del 2005 a Nairobi (anomenat Acord de Pau Complet o Comprehensive Peace Agreement); es va restablir l'autonomia del sud i es va preveure un referèndum d'autodeterminació en el termini de sis anys (gener del 2011). Machar va ser nomenat Ministre d'Habitatge, Terra i Serveis Públics, càrrec que va tornar a exercir el 2005 i 2006; el 2005, a més a més, després de la mort de Garang, fou nomenat vicepresident del govern del Sud de Sudan; el mateix 2006 fou nomenat mediador a les converses de Juba (ciutat) entre el govern d'Uganda i l'Exèrcit de Resistència del Senyor de Joseph Kony.
Quan Sudan del Sud esdevingué independent en juliol de 2011 fou nomenat vicepresident de la nova república. El 15 de juliol de 2011 va representar Sudan del Sud en la cerimònia d'hissament de la bandera a la seu de les Nacions Unides a Nova York. Ha ocupat el càrrec fins que va dimitir l'agost de 2013 i fou substituït per James Wani Igga.

## Guerra Civil sud-sudanesa
Al desembre de 2013 Salva Kiir Mayardit va acusar Machar d'intentar un cop d'estat. Machar va negar-ho i va esclatar la lluita entre el Moviment d'Alliberament del Poble del Sudan (SPLM) i SPLM-IO. El gener del 2014 es va arribar al primer acord d'aturada al foc. Els combats van continuar i seguits per diversos acords de cessament del foc. L'agost de 2015 es va signar un acord de pau i Machar va tornar a Juba el 2016 sent nomenat vicepresident.
Després de nous combats a Juba, el SPLM-IO va fugir cap a la propera i pacífica regió equatoriana. Kiir va substituir Machar com a vicepresident primer amb Taban Deng Gai, dividint l'oposició. L'agost de 2018, va entrar en vigor un altre acord de repartiment de poder. El 22 de febrer de 2020, els rivals del Sud-Sudan Salva Kiir i Riek Machar van arribar a un acord d'unitat i van formar un govern de coalició.